# Инскип
Инскип (англ. Inskip) — небольшая деревня в области Уайр графства Ланкашир. Деревня рядом с бывшим аэродромом RNAS Inskip, который находится в составе вооруженных сил как трёхсервисный центр связи.
Инскип также является местом базирования одного из морских кадетских корпусов центра профессиональной подготовки, который специализируется в метеорологии и подготовке руководящих кадров. Центр ежегодно посещают сотни курсантов и инструкторов из всей Великобритании.